# アボリジニの旗

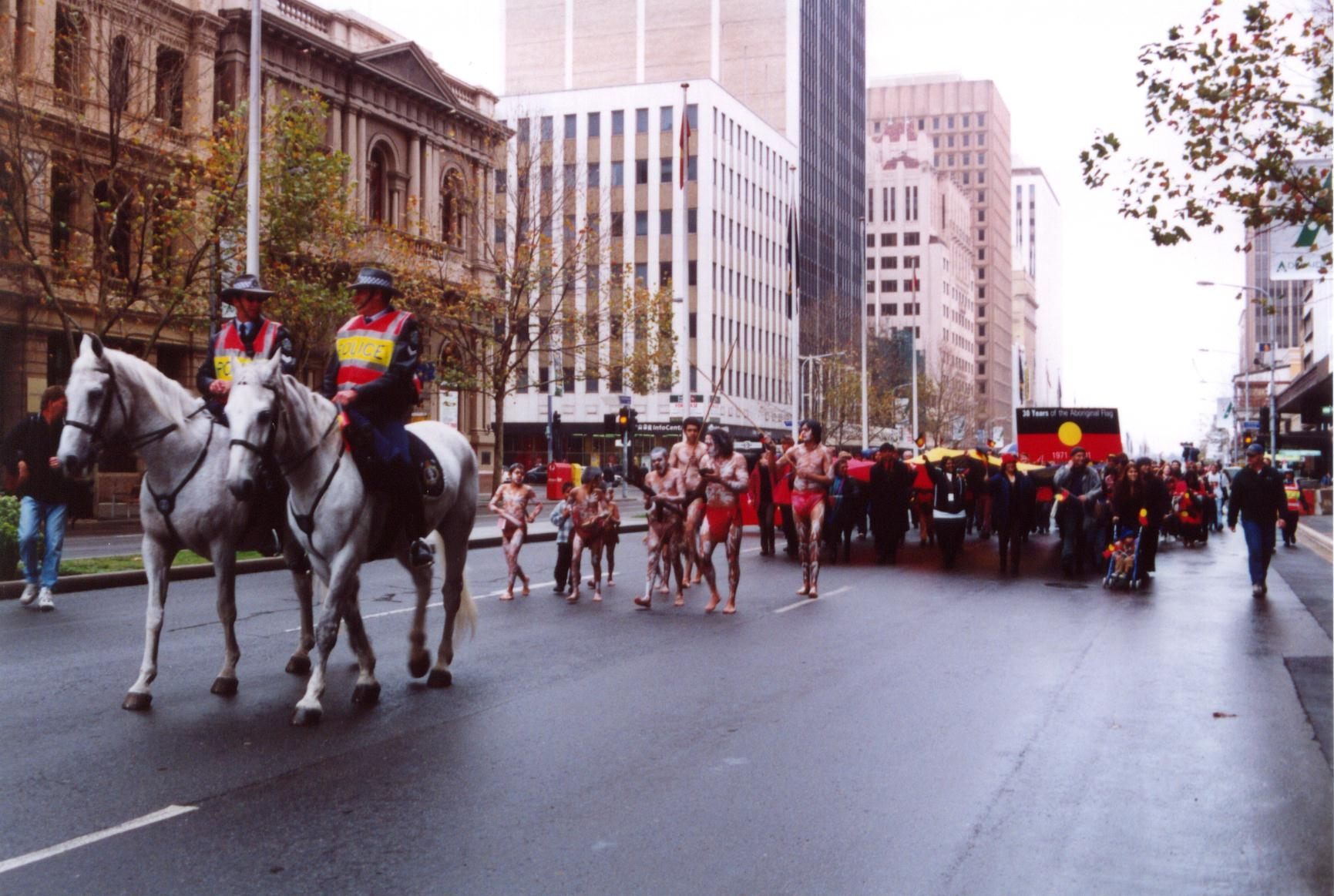
アボリジニの旗30周年を祝してアデレードで行われたパレード（2001年7月8日）

アボリジニの旗（アボリジニのはた、Australian Aboriginal Flag）は、オーストラリアの先住民であるアボリジニの民族旗である 。国旗法によって正式にアボリジニの民族旗として認られた旗であり、特別な法的および政治的地位を保持している。オーストラリアの国旗や、同様に民族旗として認められているトレス海峡諸島民の旗とともに掲揚されることが多い。
アボリジニの旗は、芸術家で活動家のヘラルド・トーマスが1971年にデザインしたものである。ヘラルドは、中央オーストラリアのルリチャ族の末裔であり、この旗のデザインの知的財産権を保有している。この旗は元々、アボリジニの土地所有権運動のためにデザインされたもので、後にアボリジニのシンボルとなった。
旗は、水平方向に上が黒、下が赤に等分されており、中央に黄色の円が重ねられている。国旗法に掲載されている旗の縦横の比率は2:3であるが、オーストラリア国旗と同じ1:2の比率で作られることも多い。

## 状態
オーストラリア政府は、1953年国旗法に基づき、1995年7月14日にこの旗の「オーストラリア国旗」としての地位を宣言した。
「行政手続き上の手落ち」のために、1995年の宣言は無期限に効力を継続するような宣言になっておらず、2008年1月1日に自動的に失効した。そのため2008年1月25日に、同年1月1日に遡って国旗とする宣言が再度なされた。2008年の宣言では、この旗は「アボリジニの人々の旗であり、一般的にオーストラリア国家にとって重要な旗であると認識されている」としている。

## 意匠の意味
デザインしたハロルド・トーマスによれば、旗に使われている色の意味は次の通りである。

### 色
アボリジニの旗の色の正式な仕様は次の通りである。
| 表現法    | 赤                      | 黄                  | 黒              |
| --------- | ----------------------- | ------------------- | --------------- |
| パントン  | 1795 C （または 179 C） | 123 C               | Black C         |
| RGB (Hex) | 204–0–0 (#CC0000)       | 255–255–0 (#FFFF00) | 0–0–0 (#000000) |
| CMYK      | 0%–100%–100%–30%        | 0%–0%–100%–0%       | 0%–0%–0%–100%   |

## 歴史

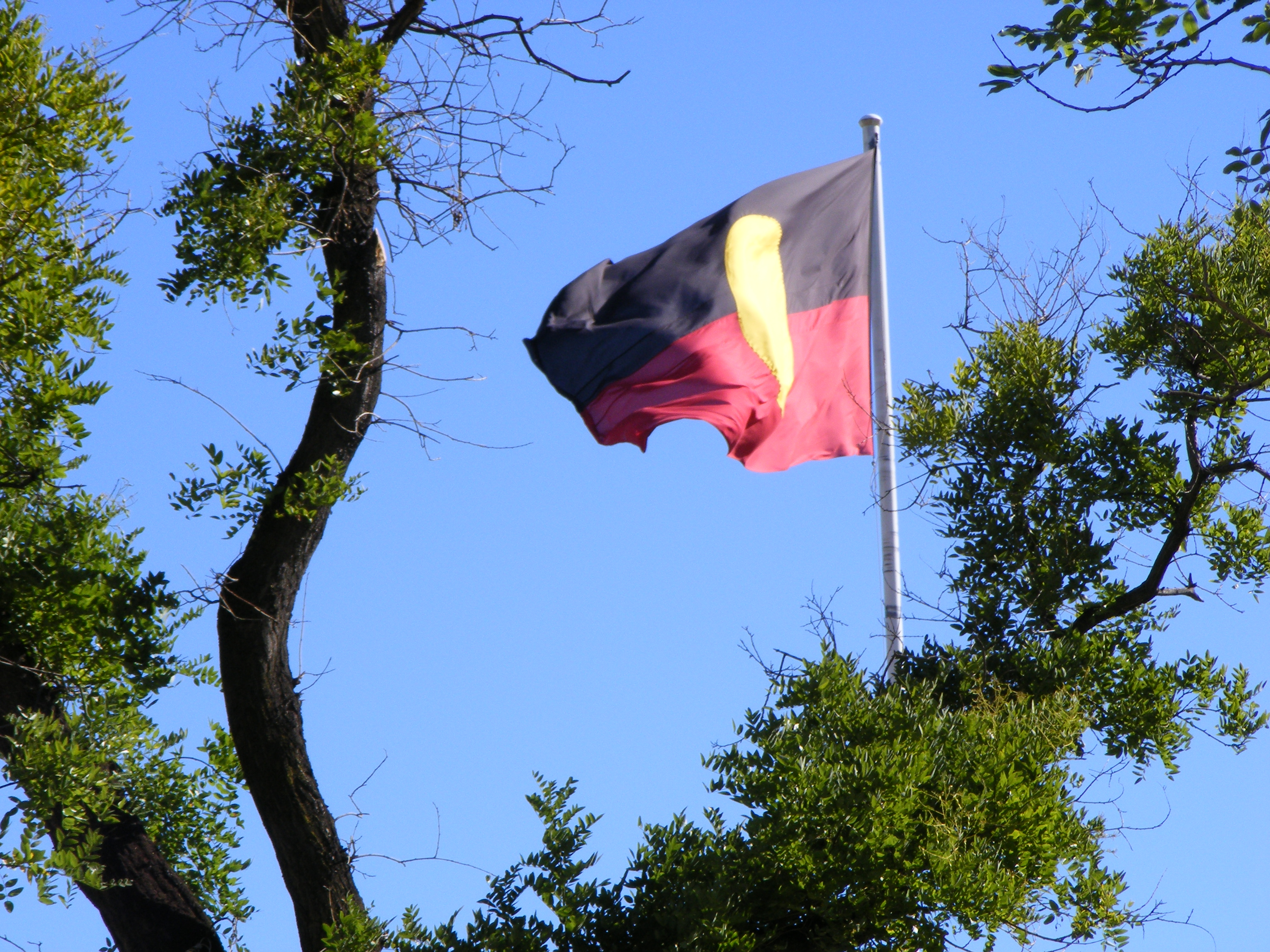
アデレードのビクトリア・スクエアに掲揚されるアボリジニの旗（2008年）。最初にアボリジニの旗が掲げられたのはこの近くである。

1971年7月12日、アデレードのビクトリア・スクエアで行われたナショナル・アボリジニー・デーで初めてこの旗が掲揚された。1972年後半からは、キャンベラのアボリジニテント大使館でも使用された。アボリジニテント大使館は、アボリジニの権利を主張するためにその年の2月から設置された小屋であり、初期にはプロラグビーチームのサウス・シドニー・ラビットーズのサポーターが作った黒・緑・赤の旗や、赤と黒の地に槍と4つの紋章が黄色で描かれた旗など、他のデザインの旗が使用されていた。
アボリジニの陸上競技選手キャシー・フリーマンが1994年コモンウェルスゲームズの200メートル走で優勝した際、オーストラリア国旗とともにアボリジニの旗を掲げてトラックを一周したことで、物議を醸した。フリーマンは、大会関係者やオーストラリア選手団のアーサー・タンストール団長から強い批判を受けたにもかかわらず、400メートル走で優勝した後、再び両方の国旗を掲げた。

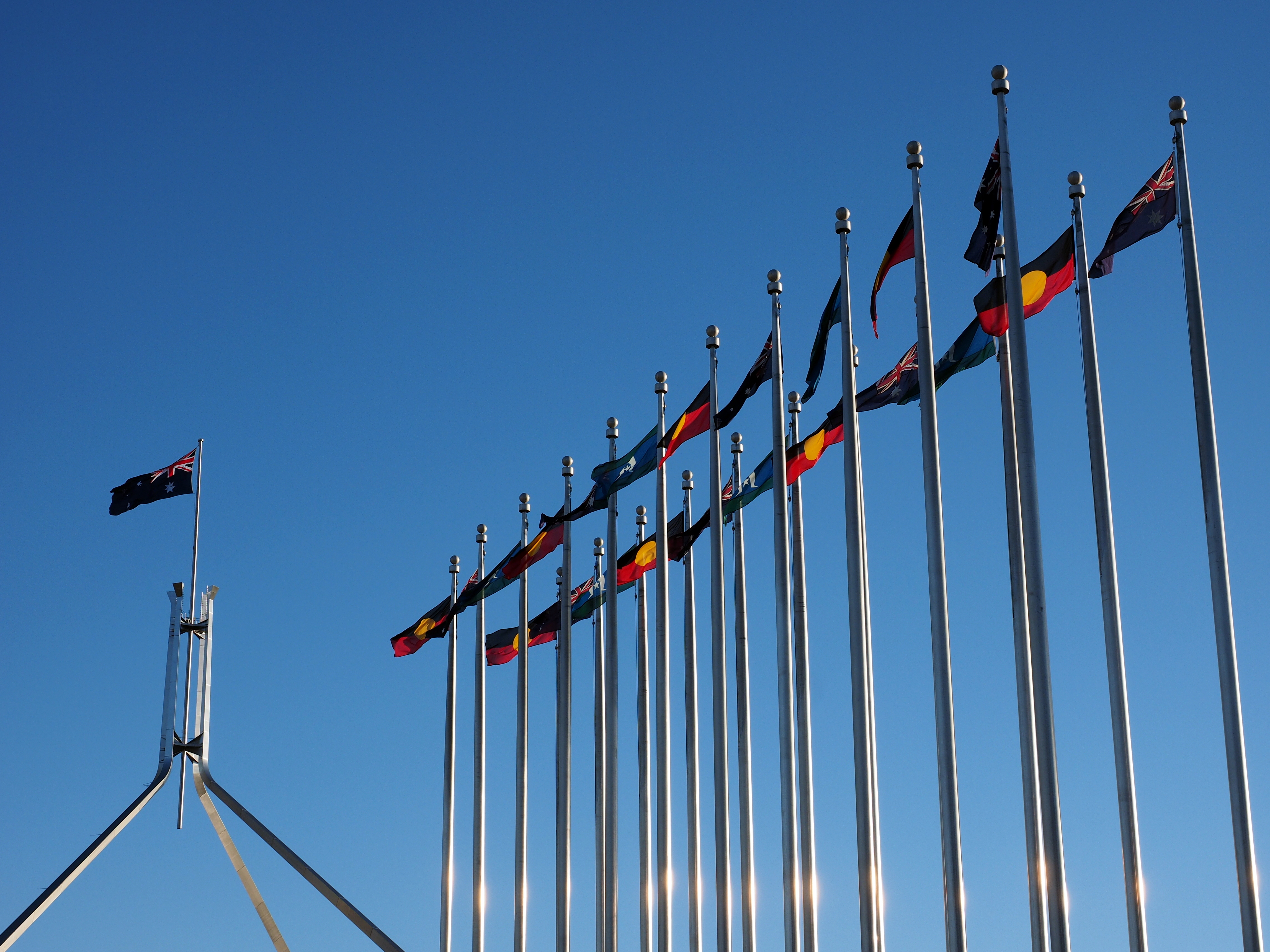
NAIDOC週間を記念して国会議事堂の外に掲げられているオーストラリアのアボリジニの旗、トレス海峡島民の旗、オーストラリア国旗

1995年、労働党のポール・キーティング首相が、アボリジニの旗とトレス海峡島民の旗を国旗として扱うと決定したが、これは野党だった自由党の反対を押し切って行ったものだった。自由党党首のジョン・ハワードは、「国旗法の下でこれらの旗を正式なものにしようとする試みは、地域社会の多くの人々にとって、和解のための行為ではなく、分裂的な行為とみなされるだろう」と述べた。しかし、翌1996年に自由党政権となりハワードが首相に就任しても、これらの旗を国旗とするという決定は撤回されなかった。この決定に対し、旗をデザインしたハロルド・トーマスは、「アボリジニの旗は、これ以上の承認は必要ない」として批判した。

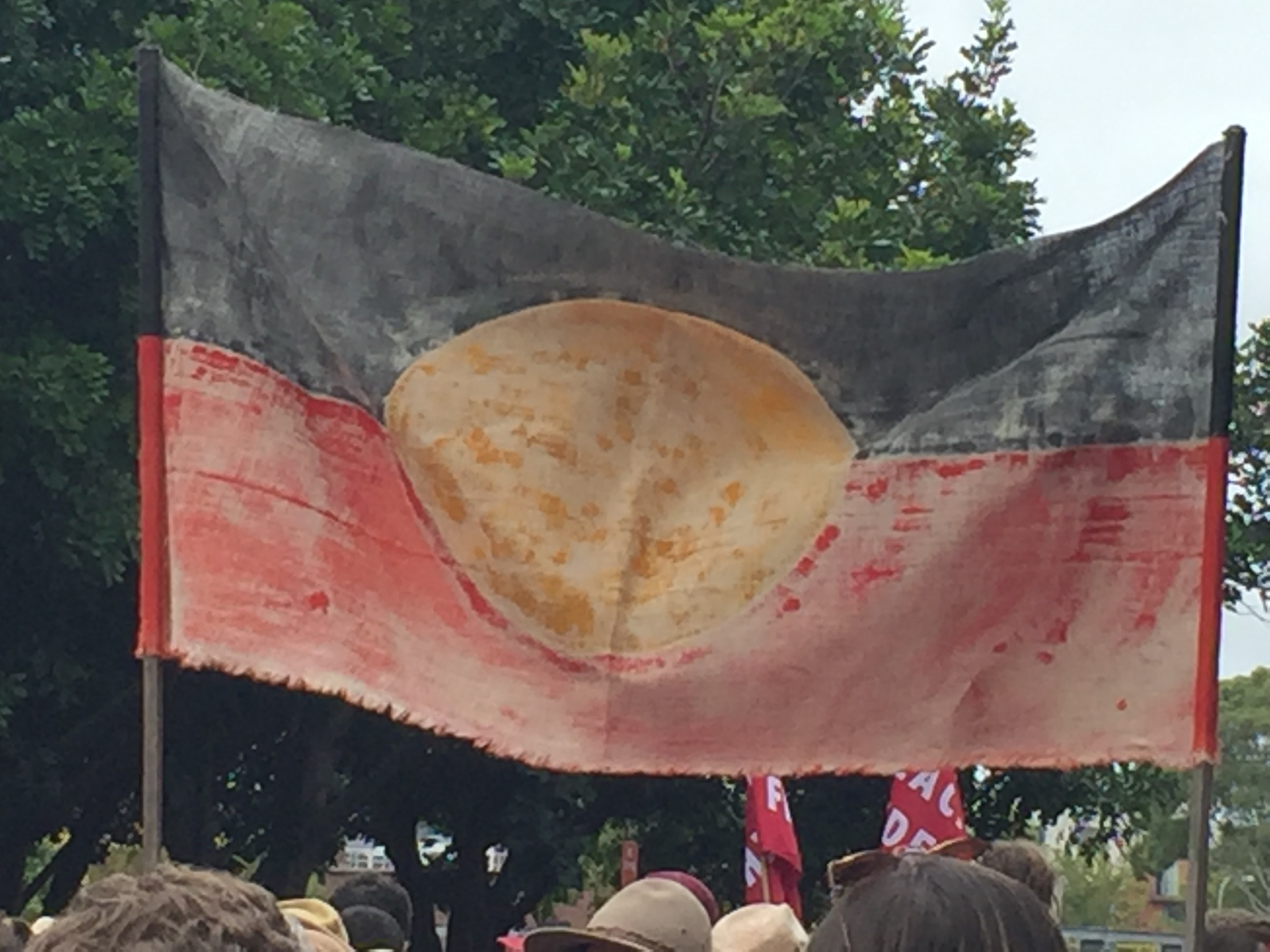
「オーストラリアの日」（反対者は「侵略の日」と呼ぶ）に反対するデモ行進で掲げられたアボリジニの旗（2018年、シドニーにて）

全豪先住民諮問委員会は、2000年シドニーオリンピックの期間中、スタジアム・オーストラリアにアボリジニの旗を掲揚するようキャンペーンを展開した。シドニーオリンピック組織委員会は、アボリジニの旗をオリンピック会場に掲揚することを発表した。この旗は、2000年の「和解のための行進」の際にシドニーのハーバーブリッジに掲揚されたほか、オーストラリアの日をはじめとする多くのイベントでも掲揚されている。
2001年の国旗掲揚30周年の際には、数千人の人々が南オーストラリア州議会議事堂からビクトリア・スクエアまで国旗を運ぶ式典に参加した。評議会の和解委員会の勧告を受け、2002年7月8日以降、アボリジニの旗はビクトリア・スクエアとアデレード市庁舎前に永久に掲揚されるようになった。

## 使用
オーストラリアの多くの建物には、オーストラリア国旗と並んでアボリジニの旗が掲揚されている。オーストラリアの多くの町で、議会の決定により町役場にアボリジニの旗を掲揚している。最初にアボリジニの旗の掲揚を決定したのは、1977年のニューカッスル市議会だった。
提案されている新しいオーストラリア国旗のデザインの中には、現行のオーストラリア国旗のカントンのユニオンフラッグをアボリジニの旗に差し替えたものもある。このデザインは、映画『イベント・ホライゾン』などで「未来のオーストラリア国旗」として使用されている。アボリジニの旗をこのように使うことに反対するアボリジニは多く、旗をデザインしたハロルド・トーマスもその一人である。トーマスは、「私たちの旗は二次的なものではない。それ自体が独立したものであり、他のものの脇役として置かれるべきものではない。そのように扱われるべきではない」と述べている。
アボリジニの旗の色を使ったコンドームが販売され、若いアボリジニの間でセックスの習慣を安全なものに改善したとして、2005年に公衆衛生賞を受賞した。
オーストラリア版のGoogleは2010年のオーストラリアの日にこの旗をトップページのロゴの一部に使用する予定だったが、ハロルド・トーマスが使用料の支払いを要求してきたため、同社はデザインの修正を余儀なくされた。
反イスラムグループのリクライム・オーストラリアが抗議行動においてこの旗を使用したことに対して、ハロルド・トーマスは次のように述べて公然と非難した。
彼らはアボリジニのコミュニティから許可を得るべきである。この旗は私たちのアイデンティティであり、私たちが何者であるかを表現するものである。私たちが自由にかつ喜んでこの旗を使用していることは明らかであり、政府はこの旗を認めている。この旗は一定の地位を持っている。しかし、この旗を怒りの旗として、あるいはその他の強く批判する目的で利用するのは馬鹿げている。

## 著作権
この旗の著作権については、元々の著作権者と現在の著作権の保有者について論争となっている。
1997年、ハロルド・トーマスが起こした裁判で、オーストラリア連邦裁判所は、トーマスがアボリジニの旗のデザインの著作権者であり、従ってこの旗はオーストラリアの著作権法の下で保護されているという判決を下した。トーマスは、1995年に連邦政府がこのデザインを公表したことを受けて、その著作権の法的承認と補償を求めていた。トーマスは、Carroll & Richardson - Flagworld Pty LtdとBirubi Art Pty Ltdに、この旗の製造とマーケティング、および旗のイメージを使用した製品の製造とマーケティングのための権利のみを与えた。
2019年6月、Birubi Art社はインドネシアで作られた製品を「アボリジニの芸術」として販売したとして230万豪ドルの罰金を科せられた。同社は以前、清算手続きを開始していた。
2018年11月、WAM Clothing社はこの旗のデザインの衣料品への使用のライセンスを取得し、2019年6月にはアボリジニが所有する企業に対し、この旗のデザインを使用したした衣料品の販売停止を要求したと報じられた。同社はまた、プロラグビーリーグにおける先住民族ラウンドで選手が着用するジャージへのこの旗の使用について、NRLとAFLに通知を送った。
2020年6月、著名なアボリジニのサッカー選手が自身のウェブサイトを通じてこの旗が描かれたTシャツをWAM社からライセンスを受けて販売し始めたことを受けて、アボリジニの元上院議員ノヴァ・ペリスはオーストラリア総督に書簡を送り、この旗の著作権をWAM社から切り離すことに支持するよう要請した。
AFLは、アボリジニおよびトレス海峡島民諮問委員会との協議の結果、この問題に対するアボリジニの感情に沿って、2020年にはWAM社とのライセンス契約を締結しなかった。2020年8月、オーストラリア先住民大臣のケン・ワイアットは、オーストラリア全土でこの旗が自由に使用されることを望むと発言し、元AFL選手のマイケル・ロングは、この旗が使えないことは先住民ラウンドの出場選手に悪影響を与えると述べた。ワイアットは、2020年8月22日にダーウィンで始まる試合にこの旗を持参するよう観客に呼びかけた。